# Zuo Ci
Zuo Ci (en xinès: 左慈; en pinyin: Zuǒ Cí) és un personatge llegendari període de la Xina dels Tres Regnes. Encara que se'l coneix com un oriünd de Lujiang, els anys del seu naixement i mort són desconeguts. Es creu que havia existit abans de la caiguda de la dinastia Han, i s'afirma que va arribar als tres-cents anys. Va aprendre la màgia i el camí a la longevitat del savi taoista Heng Feng (封衡), i, finalment, va traspassar l'art a Ge Xuan.

## En els textos històrics
Zuo Ci estudià al cim de la Muntanya Tianzhu, practicà alquímia medicinal i s'alimentà de sa essència vital controlant la respiració i tenint relacions sexuals amb dones sense ejaculació. Se deia que podia viure durant llargs períodes sense menjar. També va aprendre dels clàssics confucians i d'astrologia.
En algun moment abans del 200, el cabdill local Sun Ce, que era un estricte confucià, va voler de matar a Zuo Ci i el va perseguir a cavall. Zuo Ci, sense muntar, encara va aconseguir escapar, aparentment caminant lentament.
Més tard, Zuo Ci va anar a Cao Cao, qui li va concedir una pensió per fer la seua màgia. Cao Cao havia demostrat un interès en l'enfoque taoista sobre la longevitat per fer això, però el seu fill Cao Zhi va escriure que les pensions només es destinaven a mantenir els mags i ses estranyes ensenyances sota control.